# Alsóidecs község
Alsóidecs község (románul: Comuna Ideciu de Jos) község Maros megyében, Romániában. Központja Alsóidecs, beosztott falvai Felsőidecs, Oroszidecs.

## Népessége
A 2011-es népszámlálás adatai alapján a község népessége 2109 fő volt.